# 陳必成
陳必成，直隸顺天府宛平县人，清朝政治人物、进士出身。
顺治十二年，登进士，改庶吉士，官至刑部郎中，云南提学使。